# Монстер хај
Монстер хај (енгл. Monster High) америчка је веб цртана серија, направљена од стране Метела која је добила назив по линији лутака, која се од 5. маја 2010. приказује на Јутјубу. Серија прати групу тинејџера која су деца познатих чудовишта у медији и филмовима који иду у средњу школу. Цртана серија, заједно са цртаним филмовима, служи као платформа за приказ нових ликова. Веб серија своје прво емитовање завршила је 2015. са шестом сезоном, након чега следи рибут серија која носи назив Авантуре чудовишне екипе.

## Радња
У граду Нови Сејлем, деца тинејџери похађају средњу школу за чудовишта названу Монстер хај. Њихове приче испричане су током епизода или филмова, као и путем дневника који се добијају уз лутке.

## Епизоде
| Сезона | Сезона | Епизоде | Премијерно приказивање (САД) | Премијерно приказивање (САД) |
| Сезона | Сезона | Епизоде | Прва епизода                 | Последња епизода             |
| ------ | ------ | ------- | ---------------------------- | ---------------------------- |
|        | 1      | 27      | 5. мај 2010.                 | 1. април 2011.               |
|        | 2      | 36      | 10. фебруар 2011.            | 17. новембар 2011.           |
|        | 3      | 61      | 8. децембар 2011.            | 8. октобар 2013.             |
|        | 4      | 28      | 22. новембар 2013.           | 20. новембар 2004.           |
|        | 5      | 14      | 2. октобар 2014.             | 10. април 2015.              |
|        | 6      | 6       | 19. јун 2015.                | 30. октобар 2015.            |
|        | Екипа  | 14      | 19. август 2017.             | 30. октобар 2018.            |

## Ликови
Монстер хај садржи неколико измишљених ликова, од којих су многи ученици истоимене средње школе. Ликови су углавном синови и ћерке, или повезани са чудовиштима која су позната. Франшизин званични веб-сајт наводи шест ликова као главне:
- Френки Штајн[5] је ћерка чудовишта Франкенштајна и његове младе. Она има белу косу са црним праменовима, иако мајка има црну косу са белим праменовима, као и благо, зелену кожу, боју сладоледа од ментола. Френки је симулакрум, што значи да је њено тело направљено од много различитих делова, слично хибриду, али она је више од три или четири чудовишта. Такође, она је неспретна, слатка и увек љубазна према другима. Заљубљена је у Нејтана Рота. У серији је излазила са Џексоном Џекилом и Холтом Хајдом, али то је другачије у дневницима у којима су оба лика у вези са Дракулауром.
- Дракулаура је вампир која је ћерка Грофа Дракуле. Она је у вези са Клодининим старијим братом, Клодом Вулфом. Она је веганка која се онесвести када види крв.[6] Према дневницима, она је излазила са Цексоном Џекилом и Холтом Хајдом. Она има очњаке и често се облачи у розе, црно и бело.
- Клодин Вулф је ћерка вукодлака. Описана је као крзнена, слатка и воли изласке. Клодин мало, или више него мало, обожава моду, јер воли моду са дизајном одеће. Она има мало темперамента када забрља, али може лако да га контролише када је наговорена. Њене вучије уши су пробијене на више места.
- Клео де Нил[7] је ћерка мумије Рамзеса де Нила и има 5842 године на почетку серије. Она је капитен страхо-навијачица. Клео преферира да се завије светло златним завојима или мумијским завојима. Она је или је заснована на Клеопатри. Она је такође и краљица друштвене сцене и има дечка по имену Дус Горгон.
- Лагуна Блу је ћерка створења (Гилмена) и океаниде. Лагуна је из Аустралије и прича аустралијским нагласком. Она може да прича са воденим животињама. Она је у вези са Гилингтоном „Гилом” Вебером.
- Гулија Јелпс је ћерка зомбија која је Клеин лични асистент. Она је веома паметна, али уме да прича само на језику зомбија који садржи јауке и стењање. Носи црвене наочаре. Гулија се не појављује током рибута из 2016.

## Филмови
Метел је почео са издавањем неколико филмова, од којих су се неки приказивали као телевизијски специјали или филмови на Никелодиону. Током 2015. серија је издала рибут и причу порекла под називом Добро дошли у Монстер хај, користећи нову технику за лица и дизајн.

### Прва генерација филмова (2010—2016)
| Број у серију | Назив                                    | Режисер                               | Писац                                                 | Време трајања | Датум изласка Датум емитовања (Ник)                           |
| ------------- | ---------------------------------------- | ------------------------------------- | ----------------------------------------------------- | ------------- | ------------------------------------------------------------- |
| 1             | Монстер хај: Нова девојка у школи        | Еду Паден, Ерик Радомски              | Ен Д. Берстајн, Еду Паден, Лорен Роуз, Ајра Сингерман | 23 мин.       | 30. октобар 2010.                                             |
| 2             | Монстер хај: Битка се наставља!          | Еду Паден, Алфред Џимено, Вик Дел Чел | Мајк Мотенсано, Тед Зизик                             | 46 мин.       | 30. октобар 2011. (Ник)                                       |
| 3             | Монстер хај: Зашто се девојке заљубљују? | Стив Секс, Дастин Макензи             | Тед Зизик, Мајк Мотесано                              | 46 мин.       | 12. фебруар 2012. (Ник) 5. фебруар 2013. (DVD)                |
| 4             | Монстер хај: Бег са обале лобања         | Стив Бол, Ендру Данкан                | Мајк Мотенсано, Тед Зизик                             | 46 мин.       | 13. април 2012. (Ник)                                         |
| 5             | Монстер хај: Страве ноћи петка           | Дастин Макензи                        |                                                       | 46 мин.       | 13. јул 2012. 5. фебруар 2013. (DVD) 6. септембар 2013. (Ник) |
| 6             | Монстер хај: Девојке владају             | Мајк Федерфлај, Стив Секс             | Тед Зизик, Мајк Монтесано                             | 46 мин.       | 9. октобар 2012. (DVD) 26. октобар 2012. (Ник)                |
| 7             | Монстер хај: Скариз: Град страве         | Дастин Макензи                        | Мајк Монтесано, Тед Зизик                             | 61 мин.       | 3. март 2013. (Ник)                                           |
| 8             | Монстер хај: 13 жеља                     | Стив Сечез, Ендру Данкан, Еду Паден   |                                                       | 73 мин.       | 8. октобар 2013. (DVD) 25. октобар 2013. (Ник)                |
| 9             | Монстер хај: Страва, камера, акција!     | Вилијам Лу, Силвијан Блејз            | Еду Паден, Ден Серафин                                | 73 мин.       | 25. март 2013. (DVD) 18. април 2014. (Ник)                    |
| 10            | Монстер хај: Шашава фузија               | Вилијам Лу, Силвијан Блејз            | Кит Вагнер                                            | 73 мин.       | 30. септембар 2014. (DVD) 24. октобар 2014. (Ник)             |
| 11            | Монстер хај: Уклет                       | Ден Фрага, Вилијам Лу                 | Кит Вагнер                                            | 75 мин.       | 24. март 2015. (DVD) 17. април 2015. (Ник)                    |
| 12            | Монстер хај: Бујорк, Бујорк              | Вилијам Лу                            | Кит Вагнер                                            | 71 мин.       | 29. септембар 2015. (DVD) 25. октобар 2015. (Ник)             |
| 13            | Монстер хај: Велики страшнији гребен     | Вилијам Лу, Џун Фланкенстајн          | Нина Баргел, Шејн Амстердам                           | 71 мин.       | 8. октобар 2016. (дигитал ХД) 22. март 2016. (DVD)            |

### Друга генерација филмова (2016—2017)
| Број у серију | Назив                       | Режисер                                          | Писац                                        | Време трајања | Датум изласка Датум емитовања (Ник)        |
| ------------- | --------------------------- | ------------------------------------------------ | -------------------------------------------- | ------------- | ------------------------------------------ |
| 14            | Добро дошли у Монстер хај   | Стивен Донели, Оли Рид                           | Дана Старфилд, Шејн Амстердам, Стивен Донели | 73 мин.       | 27. септембар 2016. (DVD)                  |
| 15            | Монстер хај: Електрифициран | Августа Зурелиди, Џун Фланкенстајн, Рене Ваилукс | Кит Вагнер                                   | 71 мин.       | 28. март 2017. (DVD) 13. април 2017. (Ник) |

## Емитовање у Србији
У Србији, Црној Гори, Босни и Херцеговини и Северној Македонији серија је премијерно емитована 2011. године на каналу Хепи синхронизована на српски језик. Синхронизацију је радио студио Блу хаус. Серија је током емитовања постала велики хит у Србији и стекла велику гледаност, што је допринело развоју Монстер хај прибора за децу. Нема DVD издања.